# 沙道观镇
沙道观镇，是中华人民共和国湖北省荆州市松滋市下辖的一个乡镇级行政单位。

## 行政区划
沙道观镇下辖以下地区：
沙道观社区、米积台社区、车路口村、向家渡村、豆花湖村、大兴垸村、邵家铺村和泰山闸村。